# Kozorožec kavkazský
Kozorožec kavkazský (Capra caucasica) (anglicky West Caucasian Turs – „západní kavkazské kozy“) je druh kozy (Caprinae) žijící pouze v horách v západní polovině Kavkazu. Ve východní části Kavkazu žije blízce příbuzný kozorožec dagestánský (Capra cylindricornis) s odlišným tvarem rohů, někdy klasifikovaný jen jako poddruh kozorožce kavkazského.

## Popis
Tento druh měří v kohoutku až 1 metr a váží okolo 65 kg. Kozorožci mají velká, ale úzká těla a krátké nohy. Jejich zbarvení je kaštanové barvy se žlutým břichem, ale s tmavšíma nohama. Jejich tlusté rohy jsou zakřivené do tvaru šavle a mají velmi hrbolatý povrch. Délka rohů u samců dosahuje až 70 cm, u samic mnohem méně.

## Životní prostředí
Prostředí kozorožce kavkazského se nachází v hornatých krajinách Kavkazu v nadmořských výškách mezi 800 až 4000 metrů, kde se živí zejména trávou a listím. Jejich predátory jsou vlci a rysi.
Kozorožci kavkazští jsou noční zvířata, pasou se na otevřených prostranstvích v noci a ve dne se skrývají. Samice žijí ve stádech o deseti kusech, zatímco samci jsou osamělí.
Odhaduje se, že ve volné přírodě žije 5000 – 6000 kusů.